# 野崎武吉郎

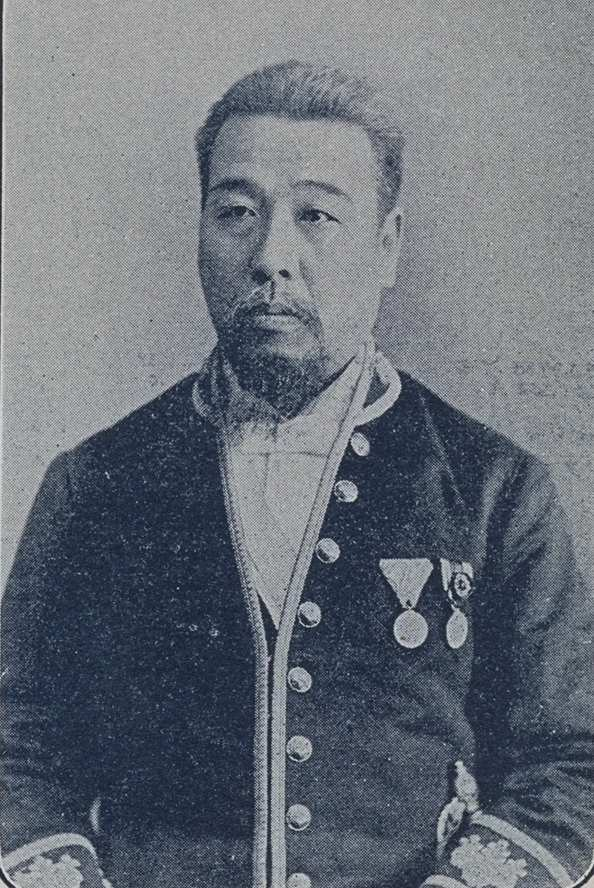
野崎武吉郎

野崎 武吉郎（のざき ぶきちろう、1848年8月31日（嘉永元年8月3日） - 1925年（大正14年）10月25日）は、幕末から大正時代初期の政治家・塩業家・地主・慈善家。貴族院多額納税者議員。号は龍山。児島郡立商船学校（のちの海技大学校児島分校）設立、味野小学校新築、青年有志のための奨学金貸与や貧困者へも施しに私財を投じた。

## 経歴
野崎武左衛門の長子、野崎常太郎の長男として備前岡山藩領児島郡味野村（味野町を経て現倉敷市児島味野）に生まれる。父が35歳の時に早逝したため祖父武左衛門が死去した翌年の1865年（慶応元年）に家督を相続する。祖父の遺した遺訓7箇条を守り、同年10人扶持、苗字帯刀、大庄屋格を拝命し、翌年の1866年（慶応2年）には藩庁に借上げ金8500両を上納し、総額は2万両余に達した。1868年（明治元年）御作廻支配、士鉄砲格を仰せ付けられると同時に御融通下役も拝命。1870年（明治3年）商社頭取に就任した。
廃藩置県により、岡山県が成立すると会計廨出仕を経て、1877年（明治10年）まで勧業掛、勧農掛を務めた。この間、家政の基盤となった161ヘクタール余の塩田経営に当たっては、休浜法推進の立場に立ち、諸国塩浜集会に備前浜の代表として出席し、1875年（明治8年）政府に対して清国塩況視察員派遣を、1876年（明治9年）以降、塩田保護を請願した。結果、1884年（明治17年）十州塩田同業会が発足し、同会岡山県支会が野崎家に置かれた。また、翌年には農商務省の特達により十州塩田組合両備支部が設置され、1887年（明治20年）十州塩田組合本部長に就任した。
塩田のほか、地主として耕宅地も多く持ち、1875年（明治8年）当時178ヘクタールだった所有面積は明治10年代のインフレ・デフレ期を経て順調に拡大し、1889年（明治22年）には422ヘクタールに達した。塩田経営には当作歩方制を、耕地経営には1886年（明治19年）の請切小作制を取り入れ、家政全般の運営には1887年（明治20年）家則会議を設置し、1896年（明治29年）には宗家家法を定めた。
1890年（明治23年）には岡山県多額納税者として貴族院議員に互選され、同年9月29日から1906年（明治39年）9月3日まで在任した。野崎定次郎、田辺為三郎、手島知徳、小西増太郎、徳永荘太郎らの支えを得、また東京では三島中洲、近衛篤麿、東久世通禧らと親交を持ち、大日本塩業協会、大日本塩業同志会の創立・運営に関与し、塩業調査会委員を務め、1905年（明治38年）の塩専売法公布に尽力した。この間、大隈重信、福沢諭吉、西村茂樹らとも関わり、日本弘道会会長に就任するとともに測候所の開設、流動塩田の実験、石釜から鉄釜への改造など塩業の発展に尽くした。
長期に渡った児島湾開墾葛藤事件では、1900年（明治33年）地元と藤田組の和解調停に導いた。また、同年台湾塩田の開発にも着手し、台南州布袋嘴（現台湾嘉義県布袋鎮）に野崎台湾塩行を発足させ、1921年（大正10年）時点で187ヘクタール余の大塩田となった。1907年（明治40年）還暦祝いとして5万円を寄付し、これによって児島郡立商船学校（のちの海技大学校児島分校）が設立された。その後、1917年（大正6年）の味野小学校新築に当たっても私財を投じた。
ほか、青年有志のための奨学金貸与や貧困者へも施しを行った。生前の功績を称え死去から3年たった1928年（昭和3年）に衆議院議員の岡田忠彦や貸費生らによって別荘迨暇堂の庭園内に胸像が建てられた。

## 親族
- 祖父：野崎武左衛門（塩業家）
- 弟：野崎定次郎（衆議院議員）[2]